# Wahlkreis Nordkarelien
Der Wahlkreis Nordkarelien (zuletzt Wahlkreis 11) war von 1907 bis 2011 einer von 15 bzw. 16 finnischen Wahlkreisen für die Wahlen zum finnischen Parlament. Er bestand aus der Landschaft Nordkarelien. Bei den Parlamentswahlen stehen jedem Wahlkreis orientiert an der Einwohnerzahl eine bestimmte Anzahl von Mandaten im Parlament zu. Dem Wahlkreis Nordkarelien standen von 1907 bis 1916 11 Sitze zu, 1917 bis 1999 fiel diese Zahl von 10 Sitzen bis auf 7 Sitze. Bei den Wahlen von 2007 bis 2011 entfielen auf Nordkarelien nur noch 6 Sitze. Zur Wahl 2015 wurde der Wahlkreis mit dem Wahlkreis Nordsavo zum Wahlkreis Savo-Karelien zusammengelegt.